# Cairn dolménique de Midhowe
Le cairn dolménique de Midhowe est une vaste sépulture mégalithique à usage collectif érigée durant le IVe millénaire av. J.-C., au cours du Néolithique moyen. Le cairn dolménique est situé dans le sud-ouest de l'île de Rousay, dans l'archipel des Orcades, en Écosse,,.

## Historique
La sépulture mégalithique a été fouillée dans la première moitié des années 1930. Les restes de plus de 25 défunts ont été exhumés,,.

## Situation et toponymie
Le cairn dolménique se trouve dans la partie sud-ouest de l'ile de Rousay, à une distance d'environ 20 m du rivage,. Le site mégalithique se trouve distant d'un peu plus de 90 m en axe sud/sud-est du broch de Midhowe.
Le suffixe "-howe" du toponyme Midhowe est issu du terme vieux norrois haugr signifiant monticule, tumulus, ou encore cairn,,,,.

## Description

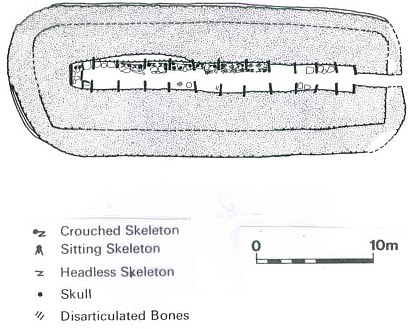
Plan du cairn dolménique et de ses différentes tombes

Le cairn dolménique se développe sur une longueur de 32 m pour une largeur de 13 m. L'édifice, qui se trouve être parallèle à la côte de l'ile de Rousay, est orienté selon un axe nord-ouest / sud-est.

## Protection
L'édifice et les vestiges néolithiques qui l'environnent se trouvent sous la tutelle gouvernementale depuis 1934 et bénéficient d'une protection au titre de Scheduled monument depuis 1994,. Historic Scotland est propriétaire du cairn dolménique de Midhowe.